# National Publications
A National Publications é uma extinta editora estadunidense de revista em quadrinhos, sendo uma das três empresas americanas do ramo que se uniram para formar a atual editora DC Comics. Originalmente era formada por duas companhias: National Allied Publications (fundada pelo Major Malcolm Wheeler-Nicholson em 1934) e Detective Comics.

## Histórico
A corporação era originalmente duas empresas: National Allied Publications, Inc. (também conhecido como National Allied Newspaper Syndicate, Inc), que foi fundada pelo major Malcolm Wheeler-Nicholson no Outono de 1934, para publicar a primeira revista em quadrinhos americana com material totalmente original, em vez de reimpressões de tiras de jornal, e Detective Comics, Inc., formada em 1937 por Wheeler-Nicholson e Jack S. Liebowitz. Wheeler-Nicholson permaneceu por um ano antes de ser forçado a sair em 1938, e Detective Comics, Inc. adquiriu o restante da  National Allied Publications.
National Allied e Detective Comics, Inc. se fundiram em 30 de setembro de 1946 para se tornar National Comics Publications, Inc., que também absorveu uma empresa afiliada, a All-American Publications de Max Gaines  e Liebowitz. National Comics mudou de nome para National Periodical Publications, Inc. em 1961.
Apesar dos nomes oficiais  "National Comics" e "National Periodical Publications", a empresa começou a usar a marca "Superman-DC" no início da década de 1940, e tornou-se conhecida coloquialmente como DC Comics, por anos antes da adoção oficial do nome em 1977.